# Mistrzostwa Europy w Kajakarstwie 2012
Mistrzostwa Europy w Kajakarstwie 2012 odbyły się w dniach 22–24 czerwca 2012 roku w stolicy Chorwacji, Zagrzebiu.

## Tabela medalowa
| Miejsce | Państwo         | Złoto | Srebro | Brąz | Razem |
| ------- | --------------- | ----- | ------ | ---- | ----- |
| 1       | Niemcy          | 5     | 5      | 1    | 11    |
| 2       | Węgry           | 5     | 2      | 3    | 10    |
| 3       | Białoruś        | 2     | 5      | 3    | 10    |
| 4       | Francja         | 2     | 3      | 0    | 5     |
| 4       | Rumunia         | 2     | 3      | 0    | 5     |
| 6       | Polska          | 2     | 2      | 2    | 6     |
| 7       | Czechy          | 1     | 2      | 0    | 3     |
| 8       | Serbia          | 1     | 1      | 1    | 3     |
| 9       | Dania           | 1     | 1      | 0    | 2     |
| 10      | Litwa           | 1     | 0      | 1    | 2     |
| 10      | Wielka Brytania | 1     | 0      | 1    | 2     |
| 12      | Azerbejdżan     | 1     | 0      | 0    | 1     |
| 12      | Bułgaria        | 1     | 0      | 0    | 1     |
| 12      | Szwecja         | 1     | 0      | 0    | 1     |
| 15      | Hiszpania       | 0     | 3      | 3    | 6     |
| 16      | Ukraina         | 0     | 0      | 3    | 3     |
| 17      | Portugalia      | 0     | 0      | 2    | 2     |
| 17      | Słowacja        | 0     | 0      | 2    | 2     |
| 19      | Austria         | 0     | 0      | 1    | 1     |
| 19      | Słowenia        | 0     | 0      | 1    | 1     |
| 19      | Włochy          | 0     | 0      | 1    | 1     |
| Razem   | Razem           | 26    | 27     | 25   | 78    |

## Medaliści

### Mężczyźni

#### Kanadyjki
| Konkurencja | Złoto                                                                                      | Czas      | Srebro                                                                       | Czas      | Brąz                                                                   | Czas      |
| C-1 200 m   | Valentin Demyanenko                                                                        | 38,752    | Alfonso Benavides                                                            | 38,968    | Jevgenijus Šuklinas                                                    | 39,060    |
| C-1 500 m   | Mathieu Goubel                                                                             | 1:47,495  | Martin Fuksa                                                                 | 1:48,211  | David Cal                                                              | 1:48,567  |
| C-1 1000 m  | Sebastian Brendel                                                                          | 3:50,726  | Mathieu Goubel                                                               | 3:51,462  | Alaksandr Żukouski                                                     | 3:54,102  |
| C-1 5000 m  | Florin Comanici                                                                            | 22:55,509 | Manuel Antonio Campos                                                        | 23:21,833 | Matej Rusnák                                                           | 23:31,905 |
| C-2 200 m   | Litwa · Raimundas Labuckas · Tomas Gadeikis                                                | 35,956    | Białoruś · Dzmitryj Rabczanka · Alaksandr Wałczecki                          | 36,820    | Włochy · Daniele Santini · Luca Incollingo                             | 37,472    |
| C-2 500 m   | Czechy · Jaroslav Radoň · Filip Dvořák                                                     | 1:39,564  | Rumunia · Liviu Dumitrescu · Victor Mihalachi                                | 1:40,028  | Ukraina · Witalij Werhełes · Denys Kameryłow                           | 1:40,792  |
| C-2 1000 m  | Rumunia · Liviu Dumitrescu · Victor Mihalachi                                              | 3:35,020  | Niemcy · Peter Kretschmer · Kurt Kuschela                                    | 3:35,544  | Białoruś · Andrej Bahdanowicz · Alaksandr Bahdanowicz                  | 3:35,744  |
| C-4 1000 m  | Białoruś · Dzmitryj Rabczanka · Dzmitryj Wajciszkin · Dzianis Haraża · Alaksandr Wałczecki | 3:22,139  | Rumunia · Iosif Chirilă · Cătălin Costache · Mihail Simion · Florin Comănici | 3:23,551  | Węgry · Márton Tóth · Róbert Mike · Henrik Vasbányai · Szabolcs Németh | 3:25,799  |

#### Kajaki
| Konkurencja | Złoto                                                                         | Czas      | Srebro                                                                  | Czas      | Brąz                                                                       | Czas      |
| K-1 200 m   | Marko Novaković                                                               | 34,431    | Maxime Beaumont                                                         | 34,479    | Edward McKeever                                                            | 35,499    |
| K-1 500 m   | Anders Gustafsson                                                             | 1:36,858  | Marek Twardowski Josef Dostál                                           | 1:36,998  | –                                                                          | 1:42,696  |
| K-1 1000 m  | Max Hoff                                                                      | 3:27,214  | René Holten Poulsen                                                     | 3:29,326  | Francisco Cubelos                                                          | 3:29,422  |
| K-1 5000 m  | Aleh Jurenia                                                                  | 20:33,221 | Max Hoff                                                                | 20:34,245 | Milán Noé                                                                  | 21:10,717 |
| K-2 200 m   | Wielka Brytania · Liam Heath · Jonathon Schofield                             | 31,596    | Niemcy · Ronald Rauhe · Jonas Ems                                       | 31,780    | Polska · Sebastian Szypuła · Dawid Putto                                   | 31,904    |
| K-2 500 m   | Francja · Arnaud Hybois · Sébastien Jouve                                     | 1:27,094  | Serbia · Dusko Stanojević · Dejan Pajić                                 | 1:27,382  | Białoruś · Raman Piatruszenka · Wadzim Machnieu                            | 1:27,390  |
| K-2 1000 m  | Węgry · Rudolf Dombi · Roland Kökény                                          | 3:13,981  | Niemcy · Martin Hollstein · Andreas Ihle                                | 3:15,011  | Słowacja · Peter Gelle · Erik Vlček                                        | 3:15,551  |
| K-4 1000 m  | Dania · Kim Wraae Knudsen · René Holten Poulsen · Emil Stær · Kasper Bleibach | 2:51,947  | Rumunia · Traian Neagu · Toni Ioneticu · Ștefan Vasile · Petrus Gavrila | 2:52,239  | Serbia · Milenko Zorić · Ervin Holpert · Aleksandar Aleksić · Dejan Terzić | 2:52,959  |

### Kobiety

#### Kanadyjki
| Konkurencja | Złoto                                   | Czas     | Srebro                                                | Czas     | Brąz                                    | Czas     |
| C-1 200 m   | Stanilija Stamenowa                     | 51,709   | Sophie Cordelier                                      | 51,814   | Olha Aliohina                           | 52,469   |
| C-2 500 m   | Węgry · Zsanett Lakatos · Kincső Takács | 2:07,878 | Białoruś · Kaciaryna Herasimenka · Swiatłana Tulupawa | 2:09,510 | Ukraina · Natalija Żyluk · Darja Motowa | 2:16,062 |

#### Kajaki
| Konkurencja | Złoto                                                                               | Czas      | Srebro                                                                           | Czas      | Brąz                                                                        | Czas      |
| K-1 200 m   | Natasa Janics                                                                       | 39,372    | Marta Walczykiewicz                                                              | 39,652    | Teresa Portela                                                              | 40,376    |
| K-1 500 m   | Katrin Wagner-Augustin                                                              | 1:49,300  | Danuta Kozák                                                                     | 1:49,948  | Špela Ponomarenko Janić                                                     | 1:51,252  |
| K-1 1000 m  | Małgorzata Wardowicz                                                                | 4:01,023  | Silke Hörmann                                                                    | 4:02,251  | Ana Roxana Lehaci                                                           | 4:02,867  |
| K-1 5000 m  | Renáta Csay                                                                         | 22:46,576 | Eva Barrios                                                                      | 23:00,888 | Katrin Wagner-Augustin                                                      | 23:01,440 |
| K-2 200 m   | Niemcy · Franziska Weber · Tina Dietze                                              | 35,878    | Białoruś · Wolha Chudzienka · Maryna Pautaran                                    | 35,994    | Portugalia · Joana Vasconcelos · Beatriz Gomes                              | 36,154    |
| K-2 500 m   | Niemcy · Franziska Weber · Tina Dietze                                              | 1:38,704  | Białoruś · Wolha Chudzienka · Maryna Pautaran                                    | 1:39,144  | Polska · Karolina Naja · Beata Mikołajczyk                                  | 1:39,292  |
| K-2 1000 m  | Polska · Karolina Naja · Beata Mikołajczyk                                          | 3:39,096  | Węgry · Anna Kárász · Ninetta Vad                                                | 3:40,470  | Hiszpania · Beatriz Manchón · Jana Smidakova                                | 3:41,760  |
| K-4 500 m   | Niemcy · Carolin Leonhardt · Franziska Weber · Katrin Wagner-Augustin · Tina Dietze | 1:32,176  | Białoruś · Iryna Pamiałowa · Nadzieja Papok · Wolha Chudzienka · Maryna Pautaran | 1:33,356  | Węgry · Gabriella Szabó · Danuta Kozák · Katalin Kovács · Krisztina Fazekas | 1:34,832  |